# ГЕС Мюррей 2
ГЕС Мюррей 2 — гідроелектростанція на південному сході Австралії. Знаходячись після ГЕС Мюррей 1, становить нижній ступінь гілки Сноуі-Мюррей гідровузла Snowy Mountains Scheme, котра використовує ресурс зі сточищ Мюррею (басейн Великої Австралійської затоки Індійського океану) та Сноуі-Рівер (тече до Бассової протоки). Станом на другу половину 2010-х років, третя за потужністю ГЕС країни, яка поступається лише станціям Тумут 3 та Мюррей 1 зі складу того ж гідровузла.
Відпрацьована на станції Мюррей 1 вода потрапляє до нижнього балансувального резервуару Murray 2 Pondage, створеного на Khancoban Back Creek, правій притоці Swampy Plain River, яка в свою чергу є правою притокою Мюррею. Цю водойму з об'ємом 1,76 млн м3 утримує бетонна аркова гребля висотою 43 метри та довжиною 131 метр, яка потребувала 18 тис. м3 матеріалу. Далі ресурс по напірному тунелю довжиною 2,4 км з діаметром 7,3 метра постачається на захід в долину Swampy Plain River. На завершальному етапі по схилу гори прокладені два напірні водоводи довжиною біля 1,5 км.
Машинний зал обладнали чотирма турбінами типу Френсіс потужністю по 137,5 МВт, які працюють при напорі у 264 метри.
Відпрацьована вода по відвідному каналу довжиною 1,25 км потрапляє у створене на Swampy Plain River балансуюче водосховище Khancoban, яке утримується земляною греблею висотою 18 метрів та довжиною 1067 метрів, котра потребувала 566 тис. м3 матеріалу. Ця водойма з об'ємом 21,5 млн м3 забезпечує оптимальний перепуск ресурсу, що надійшов по гілці Сноуі-Мюррей до верхів'їв Мюррею зі Сноуі-Рівер та Маррамбіджі (велика права притока Мюррею, з якої починається забір води для роботи дериваційного гідровузла). Випущена зі сховища Khancoban вода прямує по Swampy Plain River до впадіння в Мюррей у районі водосховища Hume, при якому працює однойменна ГЕС.